# Nikolaj Judenič
Nikolaj Nikolajevič Judenič (ruski Николай Николаевич Юденич, Moskva, 30. srpnja 1862. – Saint-Laurent-du-Var, 5. listopada 1933.) je jedan od najuspješnijih generala vojske Carske Rusije za vrijeme Prvog svjetskog rata. Bio je vođa Bijele armije u sjeverozapadnoj Rusiji za vrijeme Ruskog građanskog rata.

## Prije Prvog svjetskog rata
Nikolaj Nikolajevič Judenič je rođen u Moskvi. Završio je 1881. Aleksandrovsko vojno sveučilište, a 1887. generalštabnu akademiju. Za vrijeme Rusko-japanskog rata (1904. – 1905.) bio je zapovjednik puka. Poslije rata bio je načelnik štaba Kazanskog (1912.) i Kavkaskog (1913.) vojnog okruga.

## Kavkaska kampanja
Na početku Prvog svjetskog rata postao je načelnik štaba Kavkaske armije i uspješno je pobijedio veliku tursku vojsku Enver Paše u bici kod Sarikamiša. Poslije te velike pobjede, u kojoj je nestala gotovo cijela jedna turska armija unaprijeđen je u zapovjednika ruske kavkaske armije. Pokušao je iskoristiti rasulo turske vojske nakon poraza kod Sarikamiša, pa je krenuo u osvajanje turskih teritorija i došao je do jezera Van u svibnju 1915. Dva mjeseca kasnije Rusi su se povukli iz područja jezera Van. U rujnu su Rusi ponovo zauzeli jezero Van. Oko te točke nastavile su se borbe oko 14 mjeseci, malo naprijed, malo nazad.
Nikolaj Judenič je uspješno tijekom 1916. izveo jednu ofenzivu. Pobijedio je Turke u bici kod Erzuruma i osvojio je lučki grad Trabzon. Tijekom ljeta uslijedila je turska kontraofenziva, ali Rusi su ponovo pobijedili u bici kod Erzinkana. Nakon februarske revolucije u Rusiji, Judenič je premješten na beznačajnu funkciju u Srednjoj Aziji. Mjesec dana nakon toga povukao se u mirovinu.

## Vođa Bijele armije
Godinu dana poslije Oktobarske revolucije Judenič je emigrirao je u Francusku, a zatim u Estoniju. U srpnju 1919. postao je zapovjednik sjeverozapadnog fronta Bijele armije. Postao je i član kontrarevolucionarne sjeverozapadne "vlade", koja je stvorena uz pomoć Velike Britanije. Tri mjeseca je proveo trenirajući i organizirajući armiju. Britanska vlada je davala svu potrebnu financijsku podršku. Judenič je imao oko 20,000 vojnika, pa je u listopadu 1919. krenuo u napad prema Petrogradu. Pošto se boljševička armija borila na nekoliko frontova (s Kolčakom u Sibiru i nekoliko kozačkih armija u Ukrajini) Petrograd nije branila velika boljševička vojska.
Judeničev prijatelj Carl Gustav Emil Mannerheim je zamolio predsjednika Finske Ståhlberga da se pridruži Judeniču i da Finci napadnu Petrograd zajedno s Judeničem. Judenič bi zauzvrat priznao nezavisnost Finske. Pošto Kolčak ne bi priznao finsku nezavisnost Ståhlberg nije prihvatio da se Finci uključe. Zbog toga je Judenič morao sam napasti Petrograd. Njegova vojska je 19. listopada 1919. došla do ruba Petrograda. U to vrijeme glavno vodstvo boljševičke vlasti pomirilo se s padom Petrograda, ali Lav Trocki se nije slagao. Trocki je otišao u Petrograd i osobno organizirao obranu grada. Oružje je podijeljeno tvorničkim radnicima i poslani su da se suprotstave Judeničevoj armiji. Napad Judeničevih snaga nije uspio, pa su 1. studenog započeli s povlačenjem. Našli su utočište u Estoniji, gde su se složili da se razoružaju. Britanski brodovi su ih evakurali 1920. iz Estonije. Judenič je poslije toga preostalih 13 godina živio u Francuskoj, igrajući važnu ulogu među emigrantima Bijele armije. Umro je u mjestašcu Saint-Laurent-du-Var 5. listopada 1933.

## Vanjske poveznice
Biography of Yudenich at First World War.com